# Comuna Sântandrei, Bihor
Sântandrei (în maghiară Biharszentandrás) este o comună în județul Bihor, Crișana, România, formată din satele Palota și Sântandrei (reședința).

## Demografie
Componența etnică a comunei Sântandrei
     Români (84,4%)
     Maghiari (5,7%)
     Romi (1,91%)
     Germani (1,71%)
     Alte etnii (0,65%)
     Necunoscută (5,64%)
Componența confesională a comunei Sântandrei
     Ortodocși (66,37%)
     Penticostali (7,25%)
     Romano-catolici (6,91%)
     Greco-catolici (4,12%)
     Baptiști (3,32%)
     Reformați (2,89%)
     Alte religii (2,08%)
     Necunoscută (7,05%)
Conform recensământului efectuat în 2021, populația comunei Sântandrei se ridică la 9.025 de locuitori, în creștere față de recensământul anterior din 2011, când fuseseră înregistrați 4.912 locuitori. Majoritatea locuitorilor sunt români (84,4%), cu minorități de maghiari (5,7%), romi (1,91%) și germani (1,71%), iar pentru 5,64% nu se cunoaște apartenența etnică. Din punct de vedere confesional, majoritatea locuitorilor sunt ortodocși (66,37%), cu minorități de penticostali (7,25%), romano-catolici (6,91%), greco-catolici (4,12%), baptiști (3,32%) și reformați (2,89%), iar pentru 7,05% nu se cunoaște apartenența confesională.

## Politică și administrație
Comuna Sântandrei este administrată de un primar și un consiliu local compus din 15 consilieri. Primarul, Ioan Mărcuș[*], de la Partidul Național Liberal, este în funcție din 1996. Începând cu alegerile locale din 2024, consiliul local are următoarea componență pe partide politice:
|  | Partid                          | Consilieri | Componența Consiliului | Componența Consiliului | Componența Consiliului | Componența Consiliului | Componența Consiliului | Componența Consiliului | Componența Consiliului | Componența Consiliului | Componența Consiliului | Componența Consiliului |
|  | ------------------------------- | ---------- | ---------------------- | ---------------------- | ---------------------- | ---------------------- | ---------------------- | ---------------------- | ---------------------- | ---------------------- | ---------------------- | ---------------------- |
|  | Partidul Național Liberal       | 10         |                        |                        |                        |                        |                        |                        |                        |                        |                        |                        |
|  | Alianța Dreapta Unită           | 2          |                        |                        |                        |                        |                        |                        |                        |                        |                        |                        |
|  | Partidul Social Democrat        | 2          |                        |                        |                        |                        |                        |                        |                        |                        |                        |                        |
|  | Alianța pentru Unirea Românilor | 1          |                        |                        |                        |                        |                        |                        |                        |                        |                        |                        |

## Personalități născute aici
- Ioan Șereș (1920 - 1997), medic veterinar, poet și pictor.

## Vezi și
- Biserica greco-catolică Sfinții Arhangheli Mihail și Gavril din Sântandrei
- Biserica romano-catolică din Palota
- Lunca Inferioară a Crișului Repede (sit de importanță comunitară inclus în rețeaua europeană Natura 2000 în România).